# Onthophagus kuatunensis
Onthophagus kuatunensis är en skalbaggsart som beskrevs av Vladimir Balthasar 1942. Onthophagus kuatunensis ingår i släktet Onthophagus och familjen bladhorningar. Inga underarter finns listade i Catalogue of Life.